# 武汉大学理学部
武汉大学理学部（英文：Faculty of Science, Wuhan University ）是武汉大学的一个学部，除资源与环境科学学院外，旗下所有院系皆位于主校区，且部分继承了老武汉大学的学科。有一刊物：《武汉大学学报（理学版）》。
理学部包括：
- 数学与统计学院
- 物理科学与技术学院
- 化学与分子科学学院
- 生命科学学院
- 资源与环境科学学院